# (4457) van Gogh
(4457) van Gogh es un asteroide que forma parte del cinturón de asteroides y fue descubierto por Eric Walter Elst el 3 de septiembre de 1989 desde el Observatorio de la Alta Provenza, Francia.

## Designación y nombre
van Gogh recibió al principio la designación de 1989 RU.
Más tarde, en 1990, se nombró en honor del pintor neerlandés Vincent van Gogh (1853-1890) con motivo del centenario de su muerte.

## Características orbitales
van Gogh está situado a una distancia media de 2,664 ua del Sol, pudiendo alejarse hasta 3,001 ua y acercarse hasta 2,327 ua. Su excentricidad es 0,1265 y la inclinación orbital 13,82 grados. Emplea 1588 días en completar una órbita alrededor del Sol.

## Características físicas
La magnitud absoluta de van Gogh es 12 y el periodo de rotación de 7,606 horas.